# Улица Мачабели
Улица Мачабели (груз. ივანე მაჩაბლის ქუჩა) — улица в Тбилиси, в районе Сололаки, от улицы Георгия Леонидзе до улицы Ладо Асатиани.

## История
Современное название в честь известного грузинского писателя и общественного деятеля Иване Мачабели (1854—1898). Дореволюционное название улицы — Сергиевская.
Проложена на месте сололакских садов, вырубленных в 1850-е годы. Считается, что здесь, на месте современного дома 13, находился дом Прасковьи Николаевны Ахвердовой, в этом доме А. С. Грибоедов, вновь встретив, полюбил Нину Чавчавадзе
В 1901 году на улице располагалась редакция газеты «Аргонавт», редактируемая И. Ф. Тхоржевским
В ноябре 1914 года во время своей поездки по Кавказу дом Сараджева на улице посещал российский император Николай II
В современной Грузии на улице находился главный офис партии Национальной Независимости Грузии

## Достопримечательности

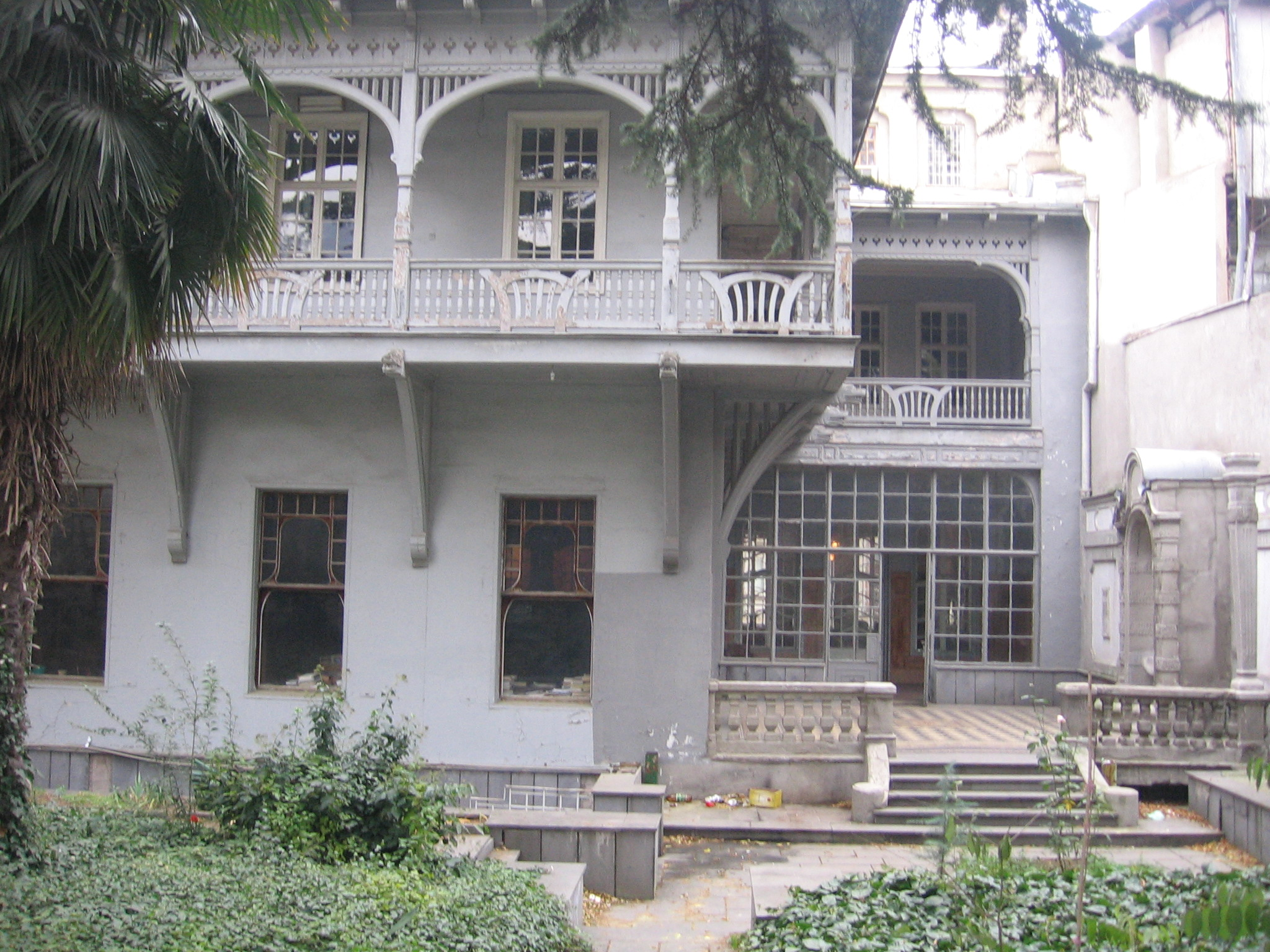
Дом писателей Грузии

д. 2 — бывшее тифлисское отделение «Азовско-Донского коммерческого банка».
д. 6 — бывший дом Михаила Арамянца (мемориальная доска)
д. 13 — Александр Инашвили (мемориальная доска)
д. 15 — бывший дом Сараджева (Сараджишвили, 1905, архитектор К. Цаар), здесь в 1914 году владевший в то время домом Акакий Хоштария принимал Российского императора Николая II. С 1921 года здание занимает Дом писателей Грузии, здесь бывали М. Горький, Есенин, Маяковский, Булгаков, жил О. Мандельштам, здесь застрелился писатель Паоло Яшвили (1895—1937).
д. 17 — бывший дом Калантарова (архитектор Г. А. Саркисян)
Памятник Александру Ахметели (1985)

## Известные жители
д. 7 — Илья Пирцхалаишвили

д. 9 — Габриэл Сундукян (мемориальная доска)

д. 10 — Николай Гумилёв,

         — Николай Марр,

д. 11 — Лаврентий Берия,
         — Григорий Арутинов 

д. 13 — Давид Сараджишвили (собственный дом, мемориальная доска),
         — Акакий Хоштария (собственный дом, мемориальная доска)
 —
Сандро Шаншиашвили